# Road to Europe
Road to Europe (titulado Gira europea en España y Viaje por Europa en Hispanoamérica) es el vigésimo episodio de la tercera temporada de la serie Padre de familia emitido el 7 de febrero de 2002 a través de FOX. La trama se centra en Stewie, quien tras obsesionarse con un programa infantil británico, pretende irse a vivir con los personajes mientras Brian le sigue para que recapacite, por otra parte, Peter y Lois asisten a los conciertos de Kiss.
El episodio está escrito por Daniel Palladino y dirigido por Dan Povenmire, y cuenta con la colaboración de los integrantes del grupo Kiss: Gene Simmons, Paul Stanley, Ace Frehley y Peter Criss, y los actores Andy Dick, Jon Favreau, Sean Flynn, Lauren Graham y Michelle Horn.
Las reseñas por parte de los críticos fueron en su mayoría positivas por su argumento y por las referencias culturales.

## Argumento

### Stewie y Brian
Stewie empieza a obsesionarse con un programa infantil titulado Jolly Farm Revue que está producido en Inglaterra. No tarda pues en lamentarse por vivir con su familia en Quahog por lo que decide irse a Londres a vivir con los personajes del programa. Brian, al percatarse de su plan, intenta impedirle que abandone Rhode Island tras haber embarcado en un vuelo transatlántico que despega con los dos a bordo.
Tras varias horas de viaje el avión aterriza en Oriente Medio para malestar de Stewie aunque se muestra empecinado en llegar a Londres, mientras tanto Brian piensa en la manera de volver a Estados Unidos, sin embargo cambia de idea cuando comprende que es incapaz de hacerle razonar y opta por acompañar a Stewie. Tras pasar por un bazar consiguen robar un camello como medio de transporte tras distraer a la población con un número musical, desafortunadamente el animal fallece en medio del desierto, casualmente hay un hotel cerca. A la mañana siguiente optan por robar un globo aerostático con el que finalmente llegan a territorio europeo tras aterrizar en la Plaza de San Pedro del Vaticano. Tras recorrer Múnich después de pasar por Suiza llegan hasta Ámsterdam desde donde parten hacia suelo británico.
Una vez llegan a los estudios de la BBC de Londres en donde tiene lugar el rodaje del programa, Stewie se horroriza al descubrir que el mundo que tanto apreciaba era en realidad una mentira y que sus habitantes son realmente actores desagradables, por lo que decide volver con Brian a Estados Unidos.

### Peter y Lois
Por otra parte, Peter y Lois se preparan para ir a los conciertos del Kiss-Stock que el grupo Kiss organiza en la región noreste del país. En uno de los conciertos, en mitad de la actuación cuando interpretaban Rock and Roll All Nite, Gene Simmons le pasa el micrófono para que siga con el sencillo, sin embargo desconoce la letra, razón por la que Peter empieza a avergonzarse de ella.
Tras el concierto, Peter la acusa de hacerse pasar por una fan del grupo. Afligido por lo sucedido decide volver a casa, de camino paran en un restaurante en el que ambos coinciden con Kiss, inmediatamente Lois reconoce al propio Simmons sin su máscara por su nombre de nacimiento: Chaim Witz. Peter queda impresionado al descubrir que su mujer salía con el líder de la banda cuando estaba en el instituto por lo que vuelve a recuperar la fe en ella hasta tal punto de decirlo en un programa de televisión sobre el grupo.

## Producción
Road to Europe es el primer episodio escrito por Daniel Palladino para la serie, actualmente ejerce de productor ejecutivo. En cuanto a la dirección, este es el cuarto episodio que dirigió Dan Povenmire en la tercera temporada; los tres primeros fueron: One If by Clam, Two If by Sea, To Love and Die in Dixie y Brian Wallows and Peter's Swallows.
El episodio es el segundo de los especiales Road to... a lo largo de varias temporadas y el segundo dirigido por Povenmire. Los episodios son una parodia de las siete secuelas de Road to... protagonizadas por Bing Crosby, Bob Hope y Dorothy Lamour. El primer episodio estuvo inspirado en la película de 1941 Road to Morocco, incluyendo el número musical con diferente letra. Los seguidores, en un principio creyeron que el título iba a ser Road to Baghdad, pero en una entrevista concedida a Seth MacFarlane para IGN declaró que ese no iba a ser el caso.
Aparte del reparto habitual, el episodio contó con la participación de los integrantes del grupo Kiss: Gene Simmons, Paul Stanley, Ace Frehley y Peter Criss, y los actores Andy Dick, Jon Favreau, Sean Flynn, Lauren Graham y Michelle Horn.